# Air Lesing
Air Lesing is een bestuurslaag in het regentschap Musi Rawas van de provincie Zuid-Sumatra, Indonesië. Air Lesing telt 1145 inwoners (volkstelling 2010).